# Okręty podwodne typu K1
Okręty podwodne typu K1 – seria trzech niewielkich amerykańskich okrętów podwodnych. Zaprojektowanych do zwalczania jednostek podwodnych przeciwnika, których głównymi cechami były zdolność do prowadzenia cichych operacji, wysoka czułość pasywnego układu sonarowego oraz niski koszt produkcji. Zalety te zostały jednak osiągnięte kosztem bardzo niskiej prędkości pływania, co w znacznej mierze ograniczało ich sprawność operacyjną oraz powodowało szereg trudności natury operacyjno-taktycznej. Bardzo duża antena pasywna sonaru tych okrętów była umieszczona w dużej dziobowej kopule, która wraz z jej anteną została usunięta w 1959 roku. Zmiana ta spowodowała zmianę przeznaczenia okrętu prototypowego który pełnił odtąd rolę szkoleniową, dwie jednostki seryjne natomiast, zostały przeznaczone do pełnienia standardowej funkcji myśliwskiej okrętów podwodnych i ostatecznie zostały wycofane ze służby w roku 1967, okręt prototypowy zaś, pełnił służbę do roku 1974.